# Спагети
Спагети (на италиански: gli Spaghetti) са специална форма на паста, направена от едрозърнест грис от твърда пшеница и вода, с дълга и тънка форма и кръгъл разрез.
Те се отличават от други подобни форми на паста като вермичели, които са с по-малък калибър, спагети ала китара, които са с квадратен калибър, букатини, които са кухи, и лингуини, които са със сплескана форма.
Въпреки че всяка фабрика за паста използва свой собствен калибър, най-общо казано спагетите са отправна точка за дългите видове италианска паста с кръгъл разрез и с калибър по-малък или по-голям от техния. Въпреки вариациите на разреза в зависимост от производителя размерът обикновено се увеличава в следния ред: капелини (наричани още „ангелска коса“), спагетини, спагети, спагетони, вермичели и вермичелони.

## Етимология
Spaghetti е множественото число от италианската дума spaghetto, която е умалително от италианското съществително spago („връв“).
В произведението на неаполитанския поет и драматург Антонио Вивиани „Неаполитанските макарони“ (Li maccheroni di Napoli), публикувано през 1824 г., за първи път се появява терминът „спагети“ във връзка с този вид паста. Това име се оказва трайно във времето и остава и до днес, като замества по-общото название макарони (на итал. maccheroni, maccaroni), както и термина „вермичели“ (на итал. vermicelli), който остава в употреба като синоним на спагети с по-голяма дебелина – имена, с които тази храна е спомената в предходните литературни източници. В книгата на Вивиани са илюстрирани и различните етапи на обработка на тази форма на паста.
Съществителното „спагети“ на италиански понякога се използва за да обозначи „тънък, строен, мършав“ човек.

### Произход
Предшественици на спагетите се появяват в Китай 2000 г. пр.н.е. и са от просо.
Първото потвърждение за суха паста в Италия и за наличието на производство на паста може да се намери в описанието на Сицилия, дадено от арабския географ Мохамед ал-Идриси по времето на Роже II Сицилиански през 12 век. В „Книга на Роже“ (Kitāb Rujārī) от 1154 г. неговият географ Ал-Идриси описва Трабия – селище на 30 км от Палермо като район с много мелници, където се приготвя ръчно моделирана паста под формата на нишки. Тя е еволюция на древноримското laganum, което по-късно приема името „вермичели“ и впоследствие името „спагети“, но което по онова време Ал-Идриси нарича на своя език с по-общия термин itriyya (от арабското itriyya, което на свой ред идва от гръцкото itrion, което означава именно „суха изтеглена и нишковидна паста“). Това последно име (на итал. pasta secca stirata e filiforme) все още се използва и днес за някои други видове дълга паста, произвеждани от домакините от Пулия и Сицилия и наричани с диалектната думата trija или tria. Веднъж изсушена, тази паста се изпраща с кораби в огромни количества в целия средиземноморски, както мюсюлмански, така и християнски регион, което води до интезивна търговия. Тази търговия тръгва от Сицилия и се разпростира главно на север по протежение на Италианския полуостров и на юг до вътрешността на пустинята Сахара, където е много търсена от берберските търговци.
Към края на 12 век оригиналните сицилиански вермичели, благодарение на интензивната търговия, която островът има с полуостровната част на Сицилианското кралство, започват да се разпространяват все повече в Амалфи и Неапол, а след това, между 13 и 14 век – и в Салерно. Това са местата, където с течение на времето те окончателно придобиват сегашния си вид и техники за обработване и сушене, както и съвременното им име „спагети“ и много от кулинарните ястия, в които се използват и днес, като класическото „Спагети с доматен сос“ (на итал. Spaghetti al pomodoro), разпространено благодарение на неаполитанската гастрономическа традиция.
През Средновековието и Морските републики Пиза и Генуа (в Генуа тази форма суха паста е известен с термина fideli или fidelini) играят важна роля в търговията и разпространението на вермичели на Италианския полуострова, особено в централно-северната му част, където местното население се запознава с този продукт чрез търговията, която пизанските и генуезките търговци развиват със Сицилия и Южна Италия. От пизански документ от 13 февруари 1284 г. става ясно, че пекарят Печиоло е наел някой си Салвий като производител на паста in faciendis et vendendis vermicellis. Маестро Мартино от Комо от 15 век описва доста подробно ръчното производство на вермичели в своята „Книга на кулинарното изкусто“ (Libro de Arte Coquinaria).
През същия период в Граняно се появяват първите големи занаятчийски фабрики за тестени изделия, които имат повече успех от тези в Амалфи и Салерно. Граняно укрепва производството си с усвояването на почти цялото производство на Амалфи, което се мести в земите на Граняно. В онези години бедните класи се нуждаят от хранителни запаси за цялата година и за да бъде задоволена тази им нужда, в Граняно се разширява и усъвършенства индустрията на сухата паста в голям мащаб. Тези видове паста са правени от смлян грис от твърда пшеница. Индустрията е благоприятствана през 16 век и от изобретяването на винтовата преса за теглене на паста (наречена на неаполитански ngegno) и нейните последвали производни, все по-подходящи за тази цел, както и първото моделиране на вермичели. Земите на Граняно са идеални за производството на тази храна благодарение на техния микроклимат, характеризиращ се с вятър, слънце и подходяща влажност. През 17 век Неапол е засегнат от глад и това благоприятства още повече тамошната консумация на суха паста, особено на спагети.
В началото на 19 век в Неапол, както и в други райони на Кампания започва първоот механизирано производство на паста, включително и на спагети.

## Еволюция
Що се отнася до вида консумация, първоначално спагетите, както всички сухи тестени изделия, са овкусявани предимно само със зехтин, кашкавал и черен пипер. Едва между края на 17 и началото на 18 век се налага обичаят да се овкусява пастата с домати. Първото доказателство за това е иконографско и се намира в неаполитанско презепе от началото на 18 век, запазено в Кралския дворец на Казерта, в който двама селяни навиват първите червени спагети около вилицата си.
Необходимо е обаче да се изчака до средата на 18 век, за да се види първата рецепта, в която пастата се комбинира с домати. Докато през 1839 г. херцогът на Буонвичино и готвач Иполито Кавалканти публикува второто издание на прочутия си трактат „Теоретична и практическа кухня“ (Cucina teorico pratica), който, заемайки това, което трябва да е било широко разпространен народен обичай, ни дава две различни рецепти в този контекст: Вермичели с доматен сос (I Vermicelli con lo pommodoro) и Неаполитанско рагу.

## Характеристики
Дебелината, посочена от номера, може леко да варира от един производител до друг. Външният вид също може да варира в зависимост от вида на използваното моделиране, т.е. повърхността може да бъде гладка или грапава, като последната се получава чрез бронзови матрици. Изборът на един тип моделиране спрямо друг зависи от вида сос, с който ще се комбинира пастата.

## Рецепти
В Италия спагетите се приготвят по различни и многобройни традиционни рецепти, често с доматен сос и поръсени с настърган кашкавал (обикновено твърд и узрял), и всичко това е придружено от листа босилек.
В чужбина спагетите се сервират в множество варианти, често продиктувани от простото търсене на оригиналност или от заемането на рецепти от други видове паста. Те не съществуват в оригиналната италианска традиция. Така се получават Спагети с прошуто със сос и големи резени шунка, Спагети Болонезе (продавани и в консерви в Северна Европа), съдържащи варени спагети с нещо подобно на Рагу по болонски и Спагети с кюфтенца – американско-италианско ястие от спагети, доматен сос и кюфтенца.
Някои примери за традиционни италиански рецепти, базирани на спагети, са:
- Спагети карбонара: традиционно за Лацио ястие със сос от гуанчале, яйца и настъргано овче сирене тип Пекорино Романо
- Спагети алио е олио (с чесън и зехтин): традиционно италианско ястие с паста, идващо от Неапол.
- Спагети ала каретиера: традиционна рецепта от Източна Сицилия и района на Вале дел Платани за спагети овкусени с масло, суров чесън, черен пипер и настъргано овче сирене пекорино.
- Спагети ал аматричана: с пикантен сос, традиционен за гастрономическата традиция на Аматриче.
- Спагети ала путанеска: ястие с пикантна, донякъде солена паста, измислено в средата на 20 век. Съставките са традиционни за южноиталианската кухня: домати, зехтин, маслини, каперси и чесън.
- Спагети ала сиракузана: традиционно за Сиракуза ястие, разпространено в цяла Сицилия, с аншоа, запържена с чесън и зехтин, поръсено със запържени галета
- Спагети але вонголе (с миди): много популярно ястие в цяла Италия, особено в нейните централни региони, включително в Рим и на юг в Кампания (където е част от традиционната неаполитанска кухня).
- Спагети ало сколио: традиционно за Кампания ястие с морски дарове
- Спагети ал арабиата: с пикантен сос, традиционно за Лацио и Рим ястие
- Спагети качо е пепе: традиционно за Лацио ястие, с черен пипер и овче сирене Пекорино Романо
- Спагети с доматен сос: традиционно за Италия ястие с доматен сос и листа от босилек.

- Видове италиански ястия със спагети
- Спагети карбонара
- Спагети с чесън и зехтин
- Спагети ала сиракузана
- Спагети ала путанеска
- Спагети с миди
- Спагети ало сколио
- Спагети качо е пепе
- Спагети помодоро е базилико (дом. сос и босилек)

### Приготвяне
Спагетите се варят в голяма тенджера с подсолена вряща вода. Количеството на водата е 10 пъти повече от грамажа им. Обикновено се добавят по 10 грама сол на литър вода и това става, след като водата заври. В някои региони в Италия е обичайно да се „чупят“ спагетите наполовина, за да се улесни пълното им потапяне във водата. Продъжителността на варене е указана на опаковката. В Италия спагетите обикновено се готвят al dente (т.е. да полепнат към зъба): напълно сварени, но все още твърди при отхапване. Може да се готвят и до по-мека консистенция. След сваряване се отцеждат в гевгир (на итал. scolapasta) и се овкусяват. Една порция съдържа между 80 и 100 грама спагети.
Спагетони са по-дебели спагети, което отнема повече време при варене, а спагетини са по-тънки спагети, което отнема по-малко време за варене. Капелини-те са спагети с много тънка форма, която се готви много бързо.
Приборите, използвани при приготвянето на спагети, включват лъжица за спагети и щипка за спагети.
- Спагетите се поставят в тенджера с вряща подсолена вода. Италианците ги варят „ал денте“.
- След сваряване се отцеждат в scolapasta.
- Лъжица за спагети.
- Щипка за спагети.

## Спагетите в обществото

### Ядене с ръце
Има огромна фотографска и литературна документация, която илюстрира как по улиците на Неапол и други градове на Южна Италия спагетите се ядат с ръце чак до края на 19 век въпреки факта, че вилицата вече е широко разпространена от векове. Това отчасти се дължи на обичая, възприет още в Късното Средновековие, да се консумира паста и особено спагети без прибори за хранене, което идва от времето, когато прибори не са съществували. Освен това използваните тогава обикновени вилици имат само три зъбци и то доста заострени, което ги прави непрактични за използване. Всичко това има и политически резултат, правейки невъзможно наличието на официални обяди на паста, смятана за специалитет, който в бившето Кралство на двете Сицилии е по-подходящ за народа, отколкото за аристокрацията. Впоследствие проблемът е решен по волята на Фердинанд II Бурбон и благодарение на изобретателността на придворния шамбелан Дженаро Спадачини. Спадачини въвежда четвърти зъбец и намалява размера на използваните вилици, като по този начин решава проблема с пастата в двора, която се разпространява и по масите на благородниците. Въпреки това навикът да се яде паста с ръце се запазва още няколко десетилетия.

### Театър и кино
Спагетите са в центъра на сцена в комедията в три акта „Мизерия и благородничество“ (Miseria e nobiltà) на неаполитанеца Едоардо Скарпета от 1887 г., заснета през 1954 г. и като игрален филм с главен герой Тото, в която в определен момент спагетите се озовават в джобовете на нещастния герой, който, движен от голям глад на разкошен банкет, ги прибира безопасно в джобовете на сакото си.
По същия начин чиния със спагети е главният герой в италианския игрален филм от 1954 г. „Един американец в Рим“ (Un americano a Roma) с участието на младия Алберто Сорди в ролята на янки, който се бори с огромна италианска чиния с доста пикантни спагети.
Спагетите свързват името си с филмовия жанр спагети-уестърн. Това са уестърни, продуцирани и режисирани от италиански режисьори, които по-късно стават известни по цял свят. Сред многото режисьори в този жанр трябва да се спомене най-известният и уважаван Серджо Леоне.

### Рекорди
Най-дългата традиционна спагета в света е с дължина 455 m и е създадена от Раниери Борньоло на 10 септември 2005 г. в град Обер Рамщат (Германия). Рекордът е признат от Световните рекорди на Гинес и се появява в изданието от 2008 г.
Най-дългият вариант на спагета с добавено какао в света е приготвен на 22 май 1987 г. в Оливоне (Швейцария). Главният готвач Пиерино Маестри прави единична спагета с дължина 93 220 метра от 700 кг тесто. Тъй като спагетата излиза от месителя със скорост около метър в секунда, са нужни 26 часа и 37 минути работа. Рекордът е признат от Световните рекорди на Гинес и се появява в изданието от 1989 г.

### Телевизия
На 1 април 1957 г. телевизионният канал Би Би Си излъчва псевдодокументалния филм Panorama за пролетната реколта на спагети в Кантон Тичино, италианска Швейцария. Макаронените изделия са почти непознати в Обединеното кралство по онова време, така че много британски зрители, без да осъзнават, че е първи април, наистина вярват, че спагетите растат по дърветата и се обаждат на канала, за да поискат информация как да отглеждат това дърво в собствения си заден двор.
В епизод от Мъпет Шоу (излъчвано от 1976 до 1981 г.) малко вероятният шведски готвач – собственик на малко вероятната гастрономическа рубрика в шоуто представя рецепта, базирана на спагети. За негово нещастие купчината паста, която прилича на нещо като странно свирепо кученце, се разбунтува срещу готвача и го напада.

### Информатика
Спагети код е пейоративен израз за т.нар. изходен код, имащ комплексна и заплетена структурна подредба, особено тази използваща множество от GOTO изрази, изключения, нишки, или други „неструктурирани“ разклонени конструкции. Наречен е по този начин, защото програмният му поток може да се възприеме като купа със спагети, тъй като е изкривен и заплетен.

### Религия
Пастафарианството е пародия на религия и е създадено в Канзас в знак на протест срещу преподаването на креационистката теория в училищата. Според него Вселената е създадена от чудовище, образувано от купчина спагети.